# Stanisław Gutentag
Stanisław Gutentag (ur. 4 lutego 1866 w Warszawie, zm. ?) – lekarz pediatra, higienista, praktykujący w Łodzi, społecznik. 

## Nauka i studia
Urodził się w rodzinie Izaaka, urzędnika i działacza społecznego. 
Po ukończeniu gimnazjum rządowego w Warszawie rozpoczął studia medyczne na Uniwersytecie Warszawskim, które w 1892 ukończył. Praktyki odbył w warszawskim szpitalu dziecięcym im. Bersohnów i Baumanów. 

## Praca
Do Łodzi przyjechał w 1894. Początkowo prowadził tu własną praktykę lekarską, a potem długo w latach 1898–1914 pracował w Żydowskim Szpitalu im. małżonków Izraela i Leony Poznańskich przy ul. Nowotargowej (obecnie Szpital im. dr Seweryna Sterlinga Uniwersytetu Medycznego w Łodzi przy ul. dr Seweryna Sterlinga 1/3). 
Był jednocześnie lekarzem higienistą w łódzkich szkołach powszechnych. W okresie międzywojennym pełnił obowiązki naczelnego lekarza higienisty szkół powszechnych w Łodzi, zwalczał jaglicę. 
Był członkiem Izby Lekarskiej w Łodzi.
Był nauczycielem higieny w prywatnej szkole handlowej Cyrklera przy ul. Widzewskiej (obecnie ul. J. Kilińskiego) 103.
Był jednym z aktywnych organizatorów szkolnictwa żydowskiego w Łodzi, głównie realizowanego przez „Talmud Torę”, bliskim współpracownikiem Zygmunta Jarocińskiego przy organizacji Szkoły Przemysłowej Towarzystwa Szerzenia Oświaty i Wiedzy Technicznej wśród Żydów w Łodzi przy ul. Pomorskiej 46/48.

## Publikacje
Opublikował m.in. artykuły Walka z jaglicą w szkołach powszechnych m. Łodzi („Dziennik Zarządu m. Łodzi” 1924 nr 34), Fragment z działalności Magistratu m. Łodzi w dziedzinie higieny szkolnej („Turnie” 1927 nr 16).
Napisał szereg prac naukowych opublikowanych na łamach prasy fachowej. 
W kwietniu 1906 przenocował, a następnie pośredniczył w przechowaniu na terenie zakładu dla umysłowo chorych w „Kochanówce” dwóch bojowców PPS, odbitych przez Jura Gorzechowskiego w słynnej akcji oswobodzenia 10 więźniów politycznych z Pawiaka. 
Data i miejsce śmierci nieznane, także nieznane jest miejsce pochówku.